# Zabol (miasto)
Zabol (perski: زابل) – miasto we wschodnim Iranie w prowincji Sistan i Beludżystan. Leży przy granicy kraju z Afganistanem i Pakistanem, w pobliżu rzeki Helmand. W mieście używa się języka perskiego. Znajduje się tam uniwersytet. W 2006 roku populacja wyniosła 136.956 osób.